# Гвожджице
Гвожджѝце (на полски: Gwoździce) е село в Южна Полша, Ополско войводство, Крапковишки окръг, община Крапковице. Според Полската статистическа служба към 31 декември 2009 г. селото има 475 жители.

## География

### Местоположение
Селото се намира в географския макрорегион Силезка равнина, който е част от Централноевропейската равнина. Разположено е край републикански път , на 2 км север от общинския център град Крапковице.

## Инфраструктура
Селото е електрифицирано, има телефон и канализация. В 2002 г. от общо 124 обитавани жилища – снабдени с топла вода (114 жилища), с газ (57 жилища), самостоятелен санитарен възел (114 жилища); 1 жилище има площ под 30 m², 3 жилища от 30—39 m², 2 жилища от 40—49 m², 6 жилища от 50—59 m², 14 жилища от 60—79 m², 28 жилища от 80—99 m², 34 жилища от 100—119 m², 36 жилища над 119 m².